# Joice Hasselmann
Joice Cristina Hasselmann, nascida Joice Cristina Bejuska (Ponta Grossa, 29 de janeiro de 1978), é uma jornalista, radialista, escritora, e política brasileira, filiada ao Podemos (PODE).
Foi eleita deputada federal pelo Partido Social Liberal (PSL) nas eleições de 2018 e foi a mulher mais votada para a Câmara dos Deputados da história do Brasil.

## Biografia
Trabalhou na rádio CBN, na BandNews FM, na revista VEJA como apresentadora do TVEJA, na Record pela afiliada RIC TV e teve uma breve passagem no SBT pela afiliada Rede Massa. Também teve uma breve atuação na rádio Jovem Pan de São Paulo onde foi âncora do programa Os Pingos nos Is. A jornalista também atua por meio do seu canal no Youtube, onde apresenta e comenta o noticiário nacional, além de regularmente participar de palestras e congressos pelo país.
É uma crítica da ex-presidente Dilma Rousseff, do ex-presidente Luiz Inácio Lula da Silva e do PT. Nos anos de 2015 e 2016, participou ativamente nas manifestações contrárias ao governo Dilma e como convidada de acusação no processo de impeachment de Dilma Rousseff, bem como nas manifestações favoráveis à Operação Lava Jato, e de apoio à Polícia Federal.  Em 2016, escreveu uma biografia do juiz federal Sergio Moro, intitulada Sérgio Moro: a História do Homem por Trás da Operação que Mudou o Brasil.
Em 2017, foi considerada pelo instituto ePoliticSchool (ePS) uma das personalidades mais influentes e notórias das redes sociais, no âmbito da temática política. Ainda naquele ano, ganhou o prêmio "Troféu Influenciadores Digitais 2017" pela Revista Negócios da Comunicação. Em 2018 ganhou novamente o mesmo prêmio pelo voto técnico e voto popular. 
Em abril de 2018, a jornalista se filiou oficialmente no PSL e anunciou a sua pré-candidatura ao Senado Federal representando o Estado de São Paulo. Porém, pouco antes da convenção partidária, decidiu optar pela candidatura a uma vaga na Câmara dos Deputados. Em outubro de 2018 foi eleita como a deputada federal mais votada da história com mais de 1 milhão de votos, o que representou a segunda maior votação no estado de São Paulo. Como parlamentar, foi escolhida pelo presidente Jair Bolsonaro, no início de 2019, como a líder do governo no Congresso Nacional; sendo destituída do cargo pelo Presidente em outubro de 2019.
Em 2015 uma denúncia de plágio contra Hasselmann foi movida pelo Sindicato dos Jornalistas Profissionais do Paraná, que impediu-a de filiar-se ao mesmo e, no mesmo ano, a jornalista foi desligada da Veja, sem um motivo específico sendo dado pela revista. Em 2017, o Tribunal de Justiça do Estado do Paraná anulou a decisão do Sindicato, contestada por Hasselmann. A jornalista esteve envolvida em diversos processos por danos morais, tanto na condição de denunciante como de denunciada - em 2007, processou o então governador do Paraná, Roberto Requião, em 2016 foi processada pelo ex-presidente Luiz Inácio Lula da Silva, sendo absolvida, e em 2017 pela filha do jornalista Luis Nassif, em processo em que foi condenada a uma indenização por ter publicado uma informação falsa a seu respeito em sua rede social. Em 2021, Hasselmann se filia ao PSDB.
Em 2024, se filiou ao Podemos.Pelo Partido se candidatou a vereadora de São Paulo nas Eleições 2024, conquistando 1.673 votos e não sendo eleita.

## Vida pessoal
Nascida Joice Cristina Bejuska, na cidade de Ponta Grossa, no Estado do Paraná, em 29 de janeiro de 1978. É filha do caminhoneiro Clemente Bejuska e da confeiteira e padeira Terezinha Miketen, e possui uma irmã e um irmão. Joice afirma que quando criança frequentou a igreja Assembleia de Deus e que atualmente  é judia, como anunciou durante a disputa pela prefeitura de São Paulo em Novembro de 2020.
O sobrenome alemão foi contraído após o seu primeiro matrimônio com o dentista Evaldo Artur Hasselmann Junior, com quem teve uma filha. O segundo matrimônio de Joice foi com Marcio Oliveira, com quem teve um filho. Desde 2016 é casada com o médico neurocirurgião Daniel França Mendes de Carvalho.
Em 17 de junho de 2020 foi diagnosticada com COVID-19, sendo internada no mesmo dia com 1/4 do pulmão comprometido. Posteriormente, no dia seguinte, recebeu alta, passando a cumprir as orientações médicas de isolamento social.
Em 23 de julho de 2021 sofreu um incidente em seu apartamento funcional, resultando em cinco fraturas no rosto e uma na coluna em investigação pela Polícia Legislativa. Dentre as linhas de investigação em curso, foi levantada a suspeita de atentado contra Joice. Em outra linha de investigação, a polícia civil levantou a hipótese de que os ferimentos, acompanhados por amnésia após a queda, podem ter sido causados pela ingestão do medicamento zolpidem, que afeta a coordenação motora e causa perda de memória.

## Formação acadêmica e carreira profissional
Joice Hasselmann viveu em diferentes estados brasileiros ao longo de sua juventude, como Acre, Roraima e Mato Grosso. Após concluir o ensino médio, prestou vestibular para medicina. Porém, por causa de uma inusitada experiência como apresentadora na TV local de sua cidade natal, ingressou na graduação de jornalismo, na Universidade Estadual de Ponta Grossa (UEPG). Após cursar os três primeiros anos da graduação na UEPG, concluiu o curso no Centro Universitário Santa Amélia (UniSecal).
Antes mesmo de completar sua graduação, foi convidada para um teste para repórter na rádio CBN de Ponta Grossa. Aprovada, tornou-se jornalista da emissora enquanto ainda cursava a graduação e, pouco tempo depois, tornou-se ancora de programa jornalístico da rádio. Mais tarde tornou-se diretora de jornalismo da BandNews FM de Curitiba e âncora do jornal matutino da emissora, além de colunista política do noticiário vespertino no período de 2006 a 2012. Tornou-se também  naquele período diretora de jornalismo da Rede Estadual de Rádios da AERP e também correspondente do jornal O Globo. Chegou ainda a ter um breve passagem como âncora na Rede Massa filiada do canal SBT do Paraná.
Em 2012 foi contratada como âncora do jornal matutino estadual ‘’Paraná no Ar’’ da RIC TV Record e comentarista de política do RIC Notícias, atividade que conciliava com sua atuação na BandNews FM curitibana.
Em 2014 foi contratada pela revista VEJA para lançar o projeto da TV VEJA, espaço do portal da revista dedicado a produção de conteúdo audiovisual, em que assumiu a condição de apresentadora, realizando comentários dos fatos e acontecimentos do Brasil e entrevistas com personalidades e jornalistas da própria revista. A jornalista foi responsável pelos fatos mais importantes na corrida eleitoral de 2014 e no cenário político, com análises e opiniões. Semanalmente apresentava o quadro ‘’Salto Agulha’’ comentando criticamente assuntos predominantes no noticiário político e econômico da semana. Porém, no final de 2015 foi dispensada da revista.
No início de 2016 lançou o seu canal no Youtube e sua página no Facebook, em que apresenta e comenta as principais notícias e informações sobre os bastidores do mundo político brasileiro.
Em 21 junho de 2017 foi anunciada a sua contratação na Jovem Pan para comandar, juntamente com os jornalistas Claudio Tognolli e Felipe Moura Brasil, o programa Os Pingos nos Is, cuja estreia ocorreu em 3 de julho. Após três meses na atracão, Tognolli foi substituído pelo também jornalista Augusto Nunes. O programa da Jovem Pan tem regularmente ficado a frente do seu principal concorrente no horário, o programa da BandNews FM O É da Coisa do jornalista e ex-apresentador de O Pingo nos Is, Reinaldo Azevedo. Contudo, em fevereiro de 2018, Joice Hasselmann, então âncora do programa, foi substituída no posto por Felipe Moura Brasil, que por sua vez foi substituído em seu antigo posto de comentarista pelo jornalista José Maria Trindade. A mudança ocorreu sem aviso prévio ou anúncio a posteriori da emissora, após um alegado período de férias da jornalista. De acordo com Hasselmann, essa mudança também ocorreu a sua revelia durante a sua ausência do programa, o que teria configurado uma deliberada quebra contratual por parte da Jovem Pan. Ainda segundo Hasselmann, no fim daquele mês, após recusar proposta da emissora para um novo programa, ela foi oficialmente dispensada do veículo em um acordo amigável com a direção, em que ficou combinado uma compensação financeira a jornalista por conta do descumprimento do contrato por parte da emissora. Essa compensação, segundo a jornalista, é a de que ela receberá normalmente o seu salário até o final do contrato.
Em janeiro de 2018 foi anunciada uma série produzida e protagonizada pela jornalista, organizada em 12 capítulos sob o título "Pensando Juntos". A série, filmada nos EUA e disponibilizada em seu canal oficial no Youtube, teve o seu primeiro episódio em 27 de janeiro e descreveu fatos da vida pessoal e profissional da comunicadora. Após o lançamento do episódio de estreia, a série recebeu críticas negativas em relação a sua produção. Em 21 de maio de 2018 lançou a sua própria TV, a JHN Channel, que desde então tem sido transmitida esporadicamente via internet e Youtube. Também foi convidada para ser mediadora de debates e palestrante em eventos pelo Brasil.

## Ativismo

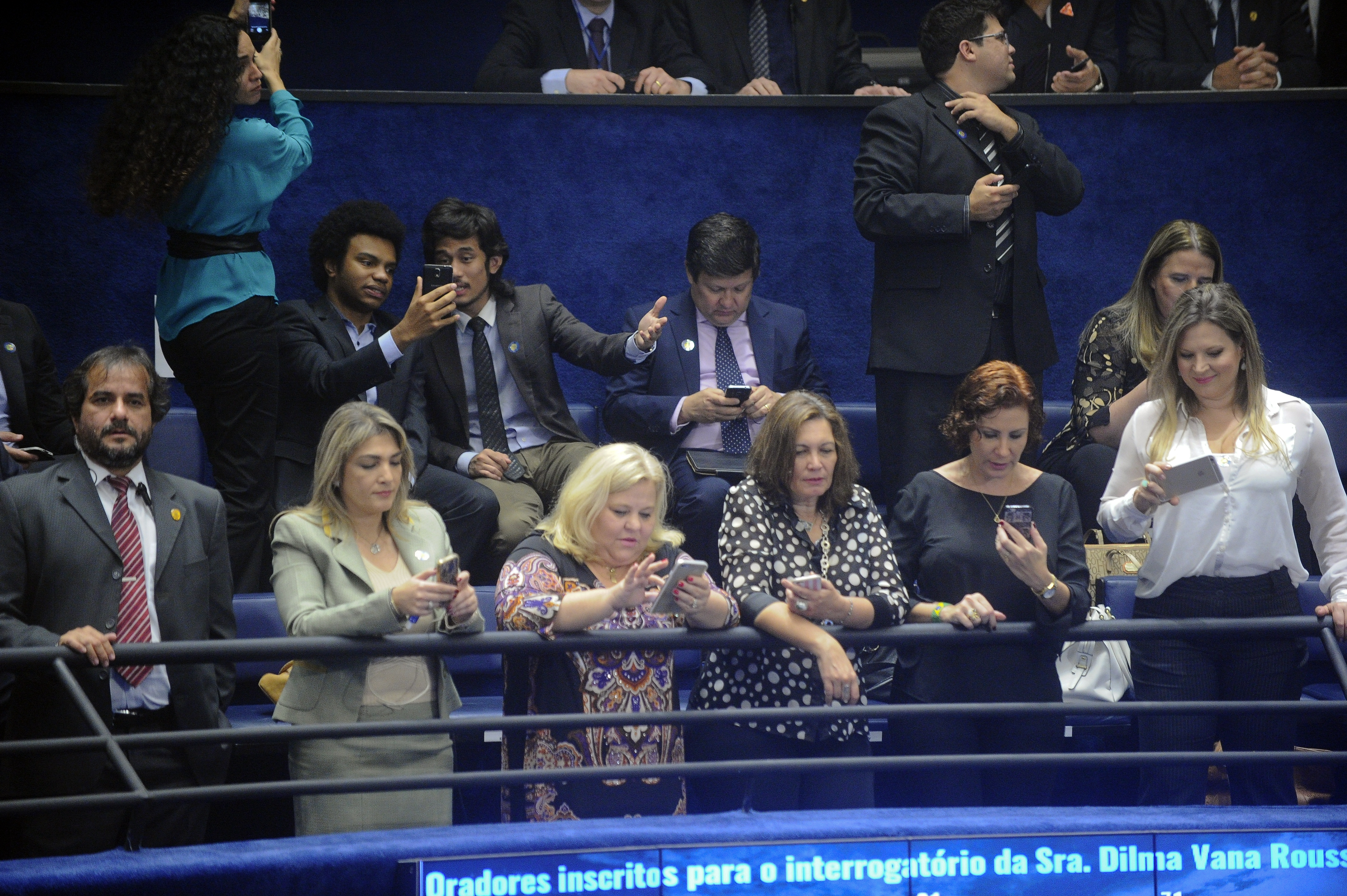
Joice Hasselmann (primeira à direita, de branco) junta a Carla Zambelli e Bia Kicis, ao fundo Kim Kataguiri e Fernando Holiday (primeiro e segundo à esquerda respectivamente) em 29 de agosto de 2016 no Senado durante votação do processo de impeachment de Dilma Rousseff.

Hasselmann representa o espectro político de extrema-direita e se declara conservadora. Em agosto de 2016 foi convidada pela advogada Janaina Paschoal para acompanhar o depoimento de Dilma Rousseff no processo de impeachment da então presidente. Joice participou ativamente do impeachment de Dilma. No mesmo mês participou como signatária de uma carta endereçada à Organização das Nações Unidas (ONU) contrapondo a carta denúncia que o ex-presidente Lula enviou à organização intergovernamental contra o juiz federal Sergio Moro.
Em outubro de 2016 participou da comissão especial da Câmara dos Deputados que analisou as 10 Medidas contra a corrupção. Joice, como convidada, citou levantamentos que mostram  200 bilhões de reais desviados pela corrupção no Brasil e afirmou que o País "tem, sim, uma cultura de impunidade. A corrupção mata e tem que ser tratada como crime hediondo. Tem que dar cadeia", afirmou a jornalista. Joice manifestou apoio integral às medidas anticorrupção propostas pelo Ministério Público Federal.
Em março de 2017 participou como uma das líderes das manifestações em Copacabana, zona sul do Rio de Janeiro, a favor da Operação Lava Jato, da Polícia Federal (PF) e pelo fim do foro privilegiado e fim da impunidade. Alo longo da operação, Joice gravou diversos vídeos em defesa da operação, do juiz Sérgio Moro, e da PF, e em julho de 2016, publicou um livro sobre Sérgio Moro e a operação Lava Jato.
Em agosto de 2017 Hasselmann foi convidada por Jane Silva, presidente da Comunidade Internacional Brasil & Israel, a estar presente em um evento cultural e diplomático em Jerusalém. No evento, a jornalista falou em nome do povo brasileiro e pediu perdão às autoridades de Israel pela agressão que o governo brasileiro fez contra Israel na Unesco. “O Brasil é por Israel, ninguém pode rasgar a Bíblia”, afirmou Hasselmann, que entregou uma bandeira brasileira num ato simbólico, recebendo em troca uma bandeira de Israel da mão das autoridades. Na mesma ocasião, entregou um documento assinado pela Comunidade Internacional Brasil-Israel, mostrando o apoio do povo brasileiro e reconhecendo a soberania dos israelenses sobre sua “capital eterna”, Jerusalém.[carece de fontes?]

## Carreira política

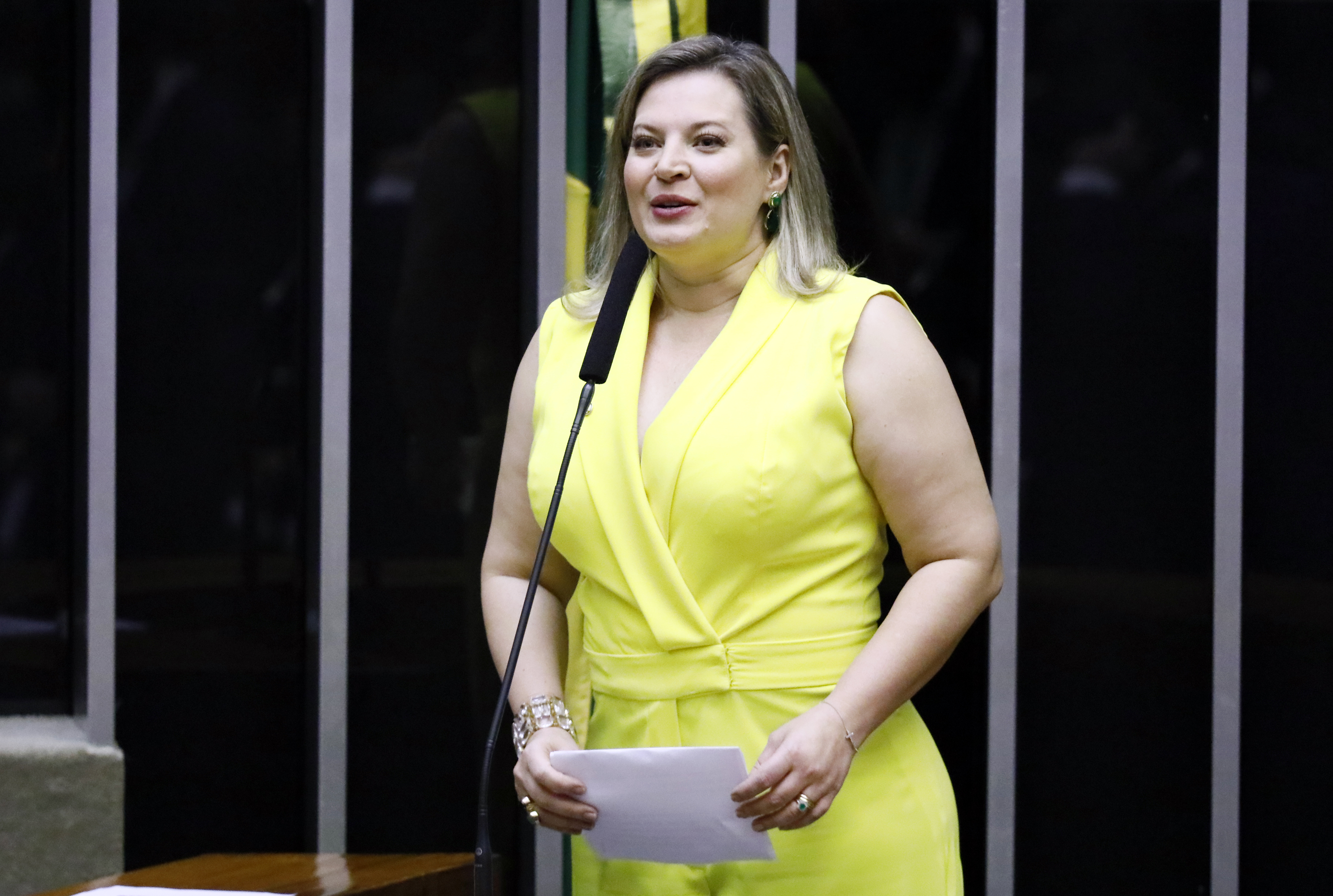
Discussão sobre a PEC da Reforma da Previdência (2019)

Em 2013, Joice filiou-se ao Partido Popular Socialista (PPS). Em março de 2018 foi convidada por Jair Bolsonaro a se lançar candidata ao Senado Federal pelo Partido Social Liberal (PSL). Em abril do mesmo ano, a jornalista se filiou oficialmente no PSL e anunciou a sua pré-candidatura ao Senado Federal para representar o Estado de São Paulo, cuja suplência seria assumida por Marcos Pontes. Porém, em agosto daquele ano, pouco antes da convenção partidária, decidiu optar pela candidatura a uma vaga na Câmara dos Deputados.
Em 7 de outubro de 2018 foi eleita deputada federal com mais de 1 milhão de votos, representando o estado de São Paulo. Foi a deputada mais votada naquele estado. Em fevereiro de 2019, foi escolhida pelo presidente Jair Bolsonaro como a líder de seu governo no Congresso Nacional. Na nova função, afirmou ter como prioridade aprovar a reforma da Previdência o "mais rápido possível." Em outubro de 2019 foi destituída do cargo pelo Presidente da República.
Em abril de 2020, apresentou uma emenda para liberação total do Fundo de Garantia do Tempo de Serviço (FGTS) em razão da crise ocasionada pela pandemia de COVID-19 no Brasil, doença do coronavírus da síndrome respiratória aguda grave 2 (novo coronavírus).

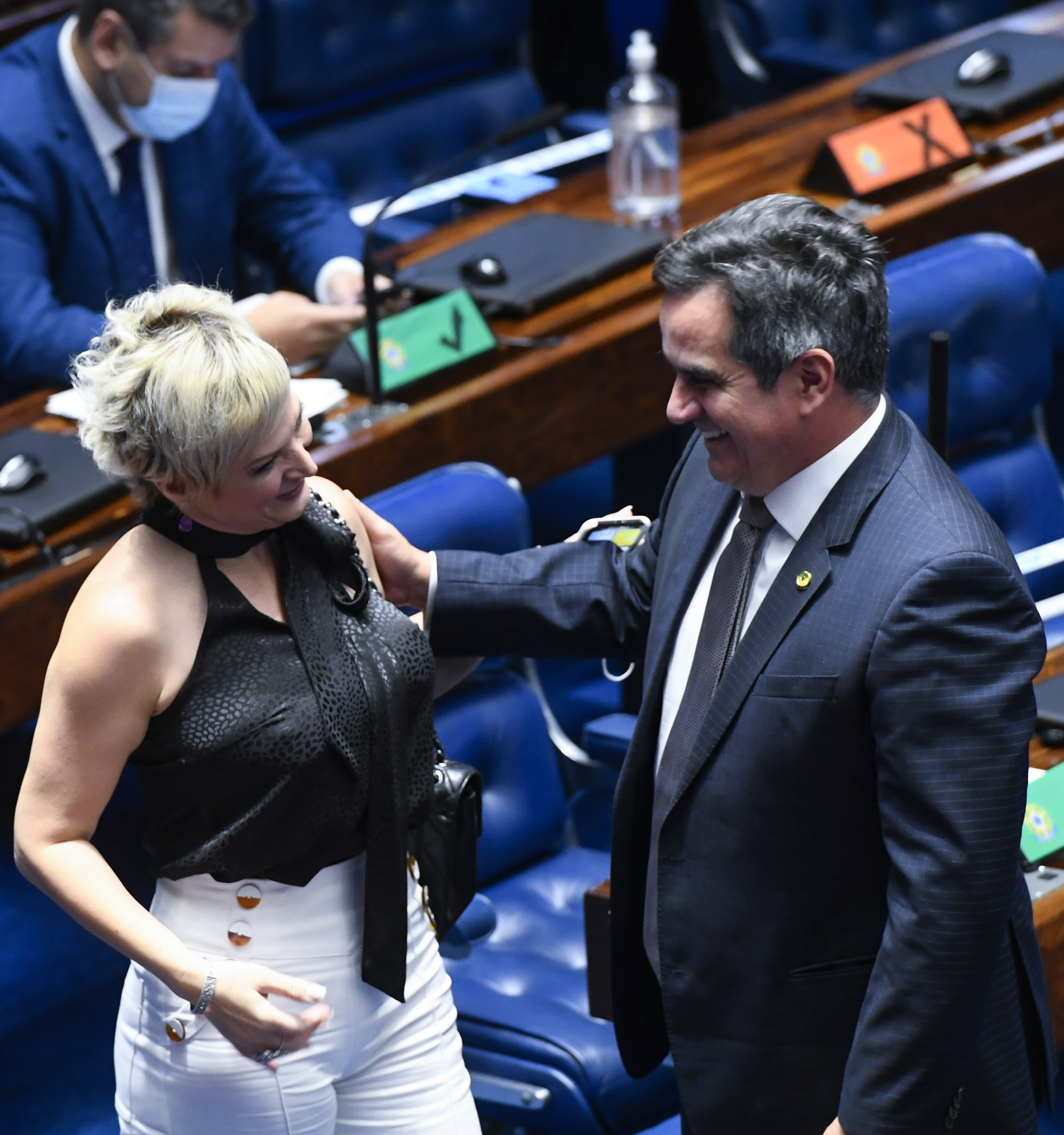
Hasselmann com Ciro Nogueira durante sessão deliberativa extraordinária do Plenário do Senado Federal (2020)

No pleito de 2020, Joice lançou-se como candidata à Prefeitura de São Paulo pelo PSL, obteve 98.239 votos, 1,84%, e ficou em sétimo lugar. Os números evidenciam uma redução de 90% de seu capital político desde a disputa eleitoral de 2018, quando se candidatou prometendo ser uma "Bolsonaro de saias" e se elegeu deputada federal com mais de um milhão de votos.
Em junho de 2021, anunciou sua saída do PSL. Joice acusa o partido de "ser cúmplice de todas as traições de Bolsonaro". A deputada entrou com uma ação no Tribunal Superior Eleitoral pedindo desfiliação por justa causa, sem que haja perda do mandato.
Em outubro de 2021, anunciou filiação ao Partido da Social Democracia Brasileira.
Nas Eleições de 2022, foi candidata a reeleição de deputada federal pelo estado de São Paulo. Com 13.679 votos não foi eleita.
Em março de 2024, anunciou sua filiação ao PODEMOS, visando uma cadeira de vereadora da cidade de São Paulo. Com 1.673 votos não foi eleita, anunciando no fim da apuração sua aposentadoria da vida pública.

## Críticas e controvérsias
Em 2007 Joice Hasselmann moveu um processo contra o então governador do Paraná Roberto Requião e seu irmão, o então secretário estadual da Educação, Maurício Requião, por ataques verbais desferidos contra ela em discurso na TV Educativa do Paraná. Na ocasião, o governador rebatia uma reportagem de autoria da jornalista em que apresentava supostos indícios de superfaturamento na compra de 20 mil televisores para escolas públicas do Estado. O fato também foi questionado pelos partidos de oposição  ao governo na Assembleia Legislativa do Paraná. A Justiça deu ganho de causa à jornalista e fixou indenização de 25 mil reais.
Em 2013 a jornalista realizou críticas contundentes ao então governador do Paraná, Beto Richa, em relação a suspeitas graves de corrupção no âmbito do governo estadual. As críticas foram no âmbito da linha editorial enquanto jornalista da TV RIC Record e em seu blog particular. Contudo, segundo Hasselmann, a TV RIC Record não queria que ela criticasse ou denunciasse qualquer tipo de irregularidade do governo do Paraná, a diretoria da emissora teria supostamente solicitado a jornalista uma linha editorial mais amistosa para com o governador. Isso motivou o protesto da jornalista e a rescisão do contrato com a emissora em janeiro de 2014.
Em 2015, o Conselho de Ética do Paraná do Sindicato dos Jornalistas Profissionais do Paraná (Sindijor-PR), alegou ter comprovado denúncias de plágio contra a jornalista, o que fere o Código de Ética da instituição. Embora não filiada, a decisão rendeu uma advertência a comunicadora e a impediu definitivamente a se integrar ao Sindijor-PR. Segundo a denúncia, o suposto plágio é referente ao período em que trabalhava no Paraná, em que Joice publicava notícias copiadas de outros colegas em seu blog pessoal, mas sem dar os créditos. Porém, na época da decisão Joice classificou o sindicato de “escória do jornalismo”, embora tenha se desculpado pelo fato, dizendo-se envergonhada e colocando a culpa em auxiliares seus. Em outubro de 2017, o Tribunal de Justiça do Estado anulou a decisão tomada pelo Conselho de Ética do Sindicato, após uma ação movida por Hasselmann. Ela ainda prometeu processar os integrantes do conselho em virtude da decisão da Justiça do Paraná.
No fim de 2015 a jornalista teve seu contrato rescindido na revista VEJA, segundo ela por ter realizado críticas contundentes contra o Partido dos Trabalhadores, ao ex-presidente Luiz Inácio Lula da Silva e a então presidente, Dilma Rousseff, fato este que teria desagradado os diretores da revista e motivado sua demissão. No início de 2016, ela lançou seu canal no Youtube e sua página no Facebook, sob o título fantasia “Veja Joice”. O título motivou a contestação judicial por parte da revista, em que acusam a jornalista de estar indevidamente se aproveitando da notoriedade da revista por meio de sua logomarca. Desde então, a jornalista passou a adotar apenas o próprio nome no canal.
Em 2016 o ex-presidente Lula moveu um processo criminal contra a jornalista no Tribunal de Justiça de São Paulo por calúnia, injúria e difamação. Contudo, a jornalista foi absolvida, decisão essa passível de recurso. Ainda em 2016, durante o Natal, um animal morto e um bilhete com ameaças foram enviados para sua casa. Em vídeo, declarou que sua família vinha recebendo ameaças.
Em fevereiro de 2017 a jornalista publicou um vídeo cujo título foi “Os movimentos e o dia 26. Onde está Reinaldo Azevedo?”, em que questiona e cobra o apoio deste jornalista em relação aos protestos agendados pelo Movimento Brasil Livre para o dia 26 de março, cujas pautas focavam na defesa da Operação Lava-Jato da Polícia Federal e contra a corrupção. Contudo, o então blogueiro da Veja e comentarista da Jovem Pan, em sua réplica, publicada em seu blog e no canal do Youtube do programa “Os Pingos nos Is” da rádio Jovem Pan, rechaçou com virulência as colocações de Hasselmann, tecendo críticas a atuação dela quando contratada da revista VEJA, em que a chamou de “burra”, “xucra”, “plagiadora” e afirmou que ficar ao lado dela nos programas da TVeja era motivo de constrangimento para ele.[carece de fontes?] Também a chamou de “Loira do Banheiro” e de a “(...) mais ignorante da extrema direita”. Por fim, colocou em dúvida a credibilidade da jornalista ao invocar as acusações de plágio do Conselho de Ética do Paraná, ligado ao Sindijor-PR. O vídeo resposta de Reinaldo Azevedo, obteve mais de 200 mil visualizações e muitas negativas entre os internautas. Em vídeo tréplica, a jornalista prometeu processar criminalmente por injúria e difamação o colunista da Veja.
Em junho de 2018 a então pré-candidata ao Senado Federal foi aclamada pré-candidata ao governo de São Paulo por um grupo de filiados de seu partido, o PSL, em um evento em Araçatuba. Contudo, o anúncio irritou o presidente do partido no estado, o deputado Major Olímpio, que criticou a atitude da jornalista, pois segundo Olímpio não houve deliberação oficial pelo partido sobre a candidatura ao governo de São Paulo. O deputado ainda acusou Hasselmann, em vídeo publicado na internet, de desrespeitar a executiva estadual e se referiu a jornalista como um "cavalo de troia" dentro do partido. As divergências entre o grupo de Olímpio e Hasselmann iniciaram após a oposição e as críticas da jornalista a negociação em andamento da aliança estadual entre o PSL e o PMDB, que resultaria no apoio a candidatura de Paulo Skaff ao governo de São Paulo. O grupo capitaneado pela jornalista e outros membros do partido contrários àquela aliança vinham reivindicando candidatura própria ao governo paulista na tentativa de barrar o acordo entre os dois partidos no estado, e a aclamação a candidatura de Hasselmann teria sido uma manifestação do grupo nesse sentido. Após o episódio, Major Olímpio junto de outras lideranças estariam tentando a expulsão da jornalista de seus quadros de filiados ou aplicação de punições perante o conselho de ética do partido. De acordo com a jornalista, “as ações do Major Olímpio mostram que ele quer minar uma candidatura do PSL em São Paulo e apoiar o Skaf, seu antigo parceiro de eleição. Em 2014, ele esteve ao lado do Skaf e agora trabalha para que isso aconteça de novo”. Contudo, após abertura de procedimento disciplinar no Comitê de Ética do PSL ficou decidido a aplicação de apenas uma advertência formal a Hasselmann. Também ficou pacificada a controvérsia entre ela e o presidente do partido em São Paulo após a desistência da jornalista de sua candidatura ao Senado Federal, uma vez que optou por concorrer a uma vaga na Câmara dos Deputados, assim, deixando Major Olímpio como único candidato a senador pelo partido representando aquele estado.
Em setembro de 2018 a jornalista denunciou em seu canal no Youtube que um grande grupo de comunicação, por meio de grande revista de circulação nacional, teria recebido 600 milhões de reais para distribuir também a outros veículos de mídia para atacarem conjuntamente a campanha eleitoral de Jair Bolsonaro. O público, por meio das redes sociais, associou essa denúncia com a Revista VEJA e o Grupo Abril, por conta da reportagem realizada naquele mesmo período contra o político, em relação a sua uma ex-esposa. O site O Antagonista publicou nota desmentindo a acusação da jornalista e a associação que o público fez com a revista a VEJA, mas sem mencionar o nome da jornalista.
Em 2018, foi condenada a pagar 15 mil reais por danos morais à filha do jornalista Luis Nassif, por compartilhar uma postagem em sua rede social afirmando que ela seria líder de um protesto contra o juiz Sergio Moro, o que foi demonstrado falso. Apesar de ter retraído a publicação, no entendimento do relator do caso, Hasselmann "ao divulgar matéria jornalística inverídica, associando indevidamente ato político ao nome da autora, sem tomar o devido cuidado e precaução, causou dano moral indenizável, por violar o direito à imagem e bom nome alheios". No mesmo ano, outras publicações em sua rede social foram demonstradas enganosas ou sem corroboração, como um vídeo sobre as urnas eletrônicas e uma acusação contra uma grande revista.

## Prêmios, homenagens e citações
A jornalista acumulou ao longo de sua carreira os seguintes os seguintes prêmios: Repórter Revelação (2004); Prêmio Ocepar de Jornalismo 2006 (1º lugar); Prêmio Ocepar de Jornalismo 2007 (1º e 3º lugares); Prêmio UNIMED de jornalismo – especial 30 anos – 2009 (1º lugar); Premio Nacional MAPA de Jornalismo 2010 (1º lugar); Prêmio Mulher Empreendedora de Curitiba 2010; Prêmio Parceiros da Paz e Sustentabilidade, honraria a ser recebida no organismo na ONU em Genebra concedida por uma série de reportagens e ações em prol da sustentabilidade e boa aplicação das verbas públicas na área.
Em 2016 a jornalista foi uma das palestrantes do Fórum Liberdade e Democracia, realizado em Florianópolis, e na oportunidade recebeu o prêmio "Liberdade e Democracia". No mesmo ano, foi condecorada com a "Medalha Patriótica de Honra ao Mérito", em evento realizado na FIEP em Curitiba, como forma de reconhecimento do trabalho realizado em proteção das crianças e jovens do país. No ano seguinte foi novamente condecorada com a mesma honraria.
Em 2017 foi considerada pelo instituto ePoliticScholl (ePS) uma das personalidades mais influentes e notórias das redes sociais, no âmbito da temática política. O fato motivou uma ampla reportagem do Estadão em que a jornalista é listada entre os formadores de opiniões e expoentes da "direita da internet". No mesmo ano foi homenageada pelo prefeito de Parnaíba, Mão Santa, com a medalha do mérito municipal. Ainda em 2017 ganhou o prêmio "Troféu Influenciadores Digitais 2017" pela Revista Negócios da Comunicação, cujo prêmio recebeu no respectivo evento de premiação que ocorreu em julho daquele ano.
Em julho de 2018 pelo segundo ano consecutivo foi vencedora do Prêmio Influenciadores Digitais, tanto pelo voto técnico quanto pelo voto popular. Em dezembro de 2018, o governo do Paraná anunciou que Joice Hasselmann foi agraciada com a Ordem Estadual do Pinheiro, o decreto assinado pela governadora Cida Borghetti diz respeito a mais alta honraria do Estado, recebendo a comenda no grau Grã Cruz. A Ordem Estadual do Pinheiro é símbolo do reconhecimento a pessoas que se destacam em suas profissões e atuação pública, contribuindo assim para a divulgação e crescimento cultural, econômico, político e social do Paraná. Ela também perdeu um processo contra o primeiro delator da lava-jato.

## Publicações
- Hasselmann, Joice (2016). Sérgio Moro: a história do homem por trás da operação que mudou o Brasil. São Paulo: Universo dos Livros. ISBN 9788550300214
- Hasselmann, Joice (2017). Delatores: a ascensão e a queda dos investigados na Lava Jato. São Paulo: Universo dos Livros. ISBN 9788550301983

## Histórico Eleitoral
| Ano  | Eleição                | Partido | Candidata a      | Votos     | %     | Resultado  | Ref.    |
| ---- | ---------------------- | ------- | ---------------- | --------- | ----- | ---------- | ------- |
| 2018 | Estaduais em São Paulo | PSL     | Deputada Federal | 1.078.666 | 5,11% | Eleita     | [ 108 ] |
| 2020 | Municipal de São Paulo | PSL     | Prefeita         | 98.342    | 1,84% | 7º Lugar   | [ 109 ] |
| 2022 | Estaduais em São Paulo | PSDB    | Deputada Federal | 13.679    | 0,06% | Suplente   | [ 110 ] |
| 2024 | Municipal de São Paulo | PODE    | Vereadora        | 1.673     | 0,03% | Não eleita | [ 111 ] |